# 와시다 마사카즈
와시다 마사카즈(일본어: 鷲田 雅一, 1978년 11월 15일 ~ )는 일본의 전 축구 선수이다.

## 구단 경력
과거 제프 유나이티드 이치하라, 몬테디오 야마가타, 교토 퍼플 상가, 도치기 SC, FC 류큐, SC 사가미하라에서 활동하였다.